# سوق السرايرية (تونس)

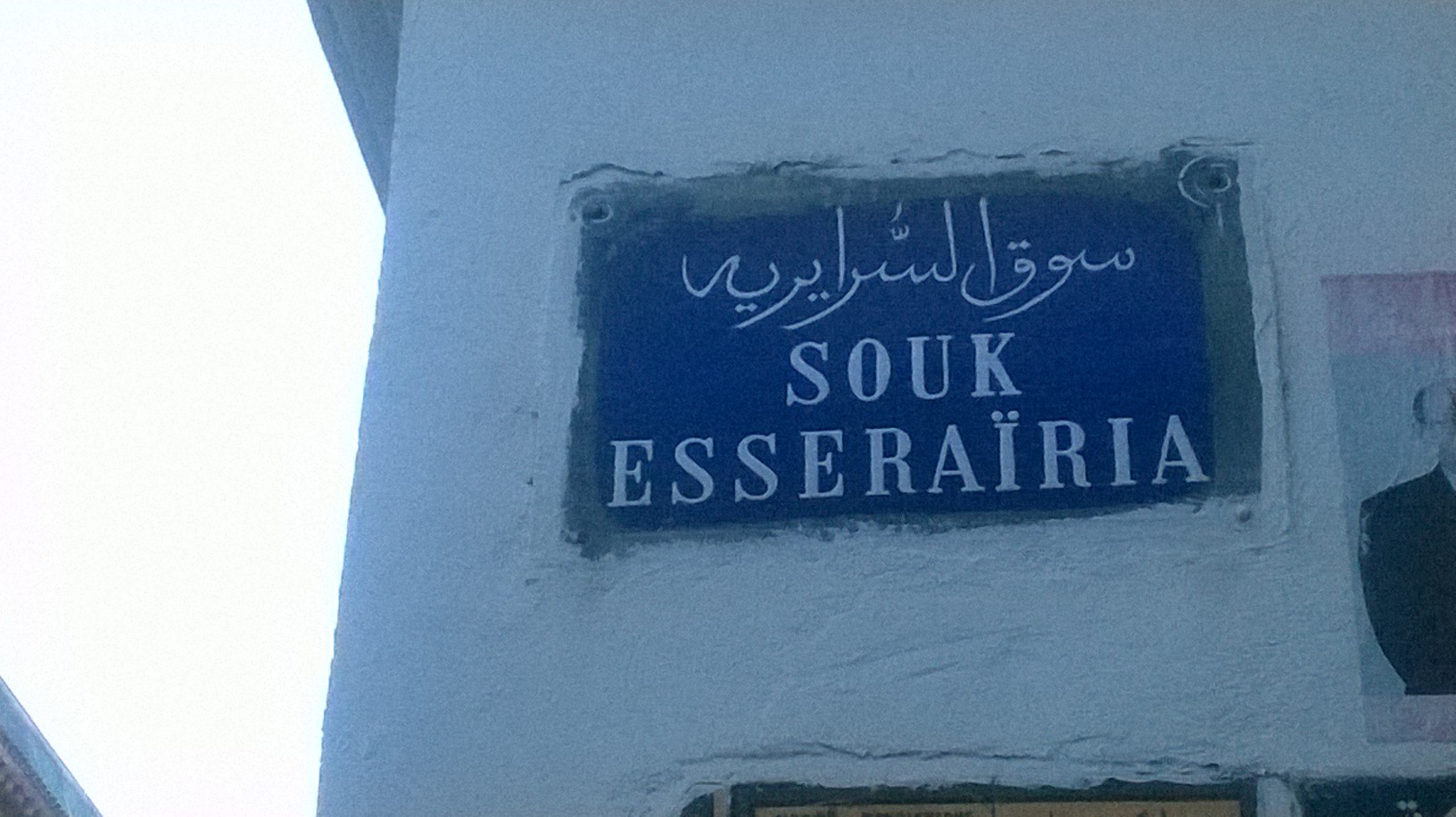
لوحة معلّقة تشير إلى سوق السرايرية

سوق السرايرية أو سوق تجّار الأسلحة هي واحدة من أسواق مدينة تونس، متخصصة في صناعة واصلاح أخمص البنادق.

## الموقع
تقع شرق جامع الزيتونة، بالتوازي مع نهج جامع الزيتونة ومتعامدة  مع نهج سوق الكتبية

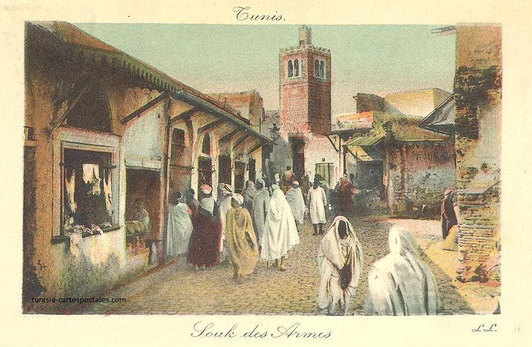
بطاقة بريدية لسوق السرايرية